# Koussoukpa
Koussoukpa è un arrondissement del Benin situato nella città di Zogbodomey (dipartimento di Zou) con 5.400 abitanti (dato 2006).